# Мартенска бира (Франция)
Френската мартенска бира (на френски: Bière de Mars), известна и под името Пролетна бира (на френски: Bière де Printemps), е традиционен френски ейл от района на Нор-Па дьо Кале, Елзас, Лотарингия (регион) и Шампан-Ардени, Северна Франция.

## История и характеристика
Първото писмено споменаване на този стил бира е от 1394 г. в архивите на Арас, откъдето тази бира вероятно произхожда. След прибирането на последната реколта ечемик през август, тя се оставяла да съзрее за около три месеца и бирата се варяла в началото на зимата (декември-януари) и се консумирала през месец март. С развитието на селското стопанство тази традиция постепенно отмира. Възстановена е през 1980 г. по инициатива на Асоциацията на френските пивовари. Понастоящем мартенска бира произвеждат около 300 френски пивоварни с годишно производство около 60 000 хектолитра, което е около 1 % от пазара на бира в страната.
Традиционно мартенската бира се появява на пазара на 1 март. Тя се произвежда в лимитирани серии от различни сортове ечемик, засети през през миналата пролет и прибирани през лятото и се вари в началото на зимата, през декември-януари. Мартенската бира е ейл с висока ферментация, с кехлибарен цвят и ниско алкохолно съдържание (4,5 – 5,5 % об.). За разлика от германската мартенска бира Märzen, френската мартенска бира е по-слабо горчива и с по-ниско алкохолно съдържание, но може да бъде по-тъмна (поради добавяне на карамел или други оцветители) и леко пикантна. Друга основна разлика е, че германската Märzen е тип лагер, докато френската мартенска бира ферментира с ейлови дрожди и е в стил ейл.
Тези характеристики на мартенската бира са определени от Асоциацията на френските пивовари. Някои пивоварни предпочитат името „Пролетна бира“, за да не ограничават продажбите само за един месец в година.

## Търговски марки
Типични търговски марки са: Météor de Mars, Jenlain de printemps, Ch'ti de printemps, l'Angelus de printemps, Pelforth de printemps.